# Группа Ольхового
Группа Ольхового — группа щитовидных вулканов и связанных с ними лавовых потоков в южной части полуострова Камчатка к северу от гор Ксудач и к юго-западу от вулкана Ходутка.
Плейстоценовый вулкан Плоский и голоценовый Ольховый лежат вблизи северной границы этой вытянутой с северо-востока на юго-запад группы. Небольшой 645-метровый щитовидный вулкан Ольховый поднимается 350 м над долиной. Конус ограничен речкой Левый Саван и ручьём Ольховый (впадающем в последнюю). С востока и юга вулканическое поле ограничено реками Правая Ходутка и Западная Ходутка соответственно.